# Francis Godwin
Pour les articles homonymes, voir Godwin.
Francis Godwin (Hannington, 1562 - Hereford, 1633), est un évêque et écrivain anglais.

## Biographie

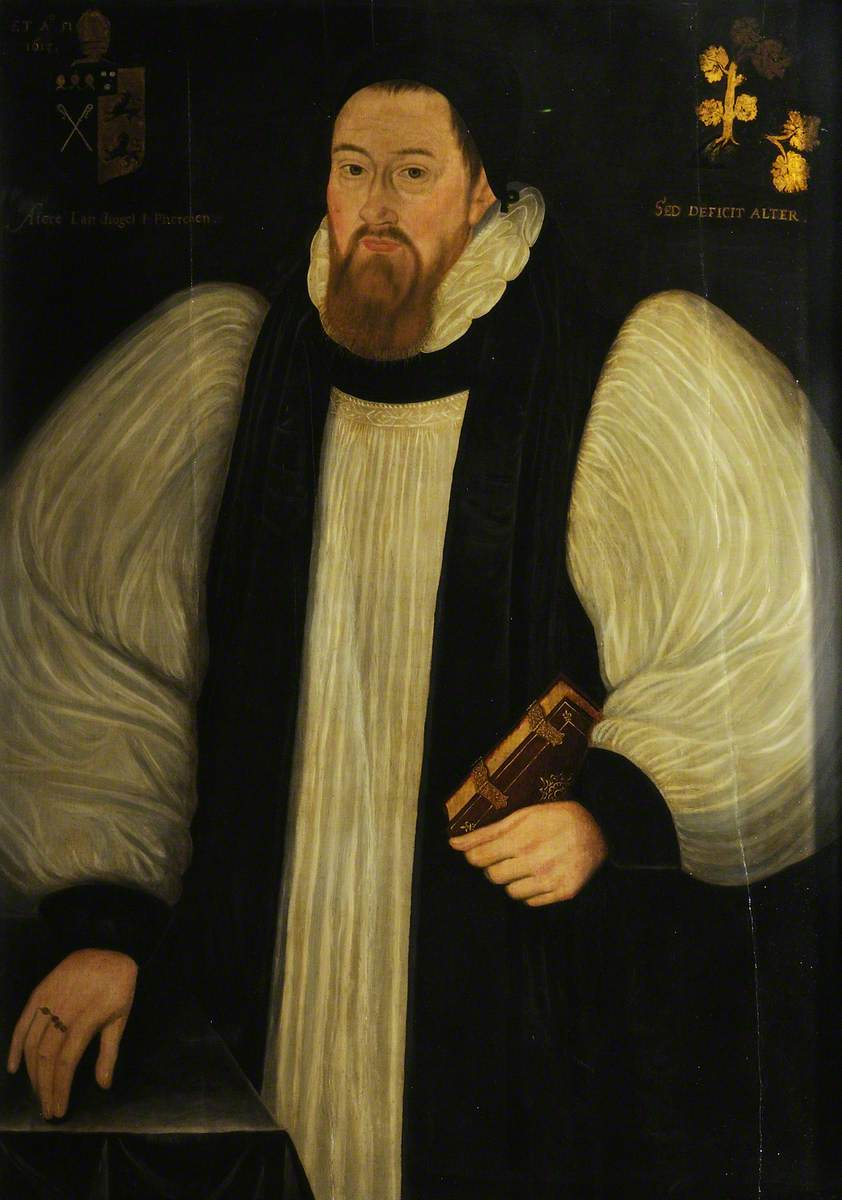
Francis Godwin en habit d'évèque, peintre anonyme, 1613.

Francis Godwin nait à Hannington, dans le Northamptonshire, en 1562. Son père, Thomas Godwin, sera le futur évêque de Bath et de Wells. En 1578, Francis Godwin entre à Christ Church, Oxford. Il y obtient son Bachelor degree en 1580 et son master en 1583.
Après être entré dans les ordres, il jouit de deux bénéfices dans le Somerset puis est nommé sous-doyen de Exeter, dans le Devonshire, en 1587. En 1590 il fait, avec William Camden un tour des antiquaires du Pays de Galles. Après avoir entamé des études de théologie, il reçoit le titre de bachelier en 1593. Il épouse la fille de John Wolton, évêque d’Exeter, dont il a plusieurs enfants. Un évêque anglican marié est une exception à l’époque d’Élisabeth Ire d'Angleterre. Après son mariage, il entreprend des études de théologie couronnées par l’obtention d’un Doctor degree en 1596.
Son catalogue d'évêques, qui connait un franc succès dans le milieu ecclésiastique, lui permet d’obtenir, à l’initiative de la reine Élisabeth, l’évêché de Landaff. Il est consacré évêque dans la Chapelle Henry VII à Westminster, le 22 novembre 1601. De 1601 à 1617, Francis Godwin se consacre un peu aux devoirs de sa charge et rassemble des documents concernant l’histoire civile et ecclésiastique de l’Angleterre.
En 1617, il est transféré au siège de Hereford, près de la frontière avec le Pays de Galles. C’est là qu’il demeure jusqu’à sa mort en avril 1633, consacrant une partie importante de son temps à la littérature. Il est enterré dans le chœur de l’église de Whitbourne.

### Travaux d'écriture
En 1601, Francis Godwin publie son premier livre, Catalogue of the Bishops of England since the first planting of Christian religion in the Island. En 1615, il fait publier une version révisée et augmentée de son Catalogue of the Bishops… qu’il dédie au roi Jacques Ier. En 1616, il fait publier les Annals of the Reigns of Henry VIII, Edward VI and Mary. En 1629, Godwin fait paraitre le Nuncius Inanimatus.
En 1638, cinq ans après sa mort, paraît sous pseudonyme la première édition de L'Homme dans la Lune (The Man in the Moone). Cet ouvrage, l'un des premiers à décrire un voyage vers la Lune au moyen d'une invention humaine, a été apparemment écrit pendant les années 1620. Dans cette production, il ne se déclare pas seulement comme croyant au système de Copernic où la Terre tourne autour du Soleil, mais adopte aussi les principes d'une loi de la gravitation où le poids diminue à mesure que l'on s'éloigne de la Terre, bien avant la formalisation de la théorie de la gravitation universelle par Isaac Newton en 1684. Cette œuvre comporte beaucoup de fantaisie et d'esprit. Concernant ses inspirations, Giordano Bruno, qui bénéficie déjà d’une réputation sulfureuse, enseigne à Oxford d’avril à juin 1583, et y met en avant la « nouvelle philosophie » qui tente de détrôner l’aristotélisme : Francis Godwin a très bien pu suivre ses cours.
L’histoire du roman commence en 1552 et s’achève en 1601. Elle raconte le voyage de Dominique Gonzales qui, au moyen d’un attelage de son invention, parvient à atteindre la Lune. Il y découvre un monde utopique, sans lois, sans vols, sans maladies, dans lequel il séjourne pendant deux ans. Gonzales est un véritable observateur qui constate la validité des découvertes de Kepler et de Galilée : la terre tourne, elle est entourée d’une atmosphère dont on peut se libérer. Indirectement, c’est toute la cosmogonie aristotélicienne qui est mise en accusation. Godwin invite le lecteur au voyage et, par là, à l’indépendance d’esprit.

### Personnalité
On disait déjà de Francis Godwin à Oxford qu’il était ingénieux et assidu. Plus tard, il semble avoir eu à cœur de favoriser ses proches dans l’accession à certains postes. Son fils, bien qu’ignorant du droit civil, fut fait chancelier. Son gendre, le Docteur Hugues, reçut la charge de chantre.
Godwin se retira assez tôt dans son manoir de Whitbourne pour se consacrer à ses travaux littéraires, laissant l’administration de son diocèse entre les mains du doyen.
Népotisme et négligence semblent ainsi avoir été les deux principaux reproches qu’on lui faisait. Il était néanmoins considéré comme « un homme bon, d’une gravité divine, habile mathématicien, excellent philosophe, Latiniste rigoureux et historien incomparable. » (Fuller)

## Postérité
Dans son livre, Voyages to the Moon, Marjorie H. Nicolson (en) montre qu’il est possible de faire quelques rapprochements entre le The Man in the Moone de Francis Godwin et un certain nombre d’œuvres mineures. Ces liens, parfois subjectifs, montrent que l’attelage d’oies de Domingo Gonzales, le héros du roman, était devenu assez populaire après la parution du livre en 1638. 
Un des premiers successeurs de Francis Godwin est John Wilkins qui, en 1640, fait paraître une version augmentée de Discovery of a New World in the Moon comportant une quatorzième proposition intitulée That it is possible for some of our posterity to find out a conveyance to this other world ; and, if there be inhabitants there, to have commerce with them et dont la ressemblance avec le sujet de The Man in the Moone ne serait que fortuite selon l’auteur : « Alors que je venais de conclure, le hasard a voulu que je découvre un récit imaginaire traitant du même sujet, récemment publié sous le pseudonyme de Domingo Gonzales, et écrit par un savant évêque depuis peu décédé. » (traduction d’Annie Amartin).
Le successeur direct le plus célèbre de Francis Godwin est Savinien Cyrano de Bergerac. Les États et Empires de la Lune doivent beaucoup à The Man in the Moone, non seulement pour l’intrigue, mais aussi pour un grand nombre de détails. Harold W. Lawton (en) dresse un inventaire de ces détails : intuition de la gravitation, démesure de l’autre monde, absence de faim et de soif pendant le voyage sur la Lune, éternel printemps sur la Lune, baume guérisseur, retournement physique du héros lors de la jonction des sphères d’attraction de la Lune et de la Terre. On peut en relever d’autres : couleur de certains sélénites (olivastre), similarité des arguments jusque dans la formulation…
Les héros de Godwin et de Cyrano se rencontrent d’ailleurs dans le roman du second :
A une demye heure de la, je vis entrer, au milieu d’une trouppe de singes qui portoient la fraize et le hault de chausse, un petit homme basty presque tout comme moy, car il marchoit à deux piedz. Si tost qu’il m’apperceut, il m’aborda par un « Criado de nouestra mercede » ; je lui riposté sa reverence à peu pres en mesmes termes […]. Ce petit homme me conta qu’il estoit European, natif de la vieille Castille, qu’il avoit trouvé moyen avec des oyseaux de se faire porter jusques au monde de la lune où nous estions à present…
Il faut cependant garder à l’esprit que si Cyrano a eu connaissance du roman de Godwin, c’est probablement par l’intermédiaire de la traduction qu’en a fait Jean Baudoin. Or cette traduction est assez fantaisiste ; elle élude certains passages, en censure d’autres, et transforme parfois le sens des phrases originales.
En 1687, une pièce d’Aphra Benh, The Emperor of the Moon, fait, à plusieurs reprises, explicitement référence à The Man in the Moon au détour de dialogues : 
Scaramouch : How came he thus infected first ?
Elaria : With reading foolish books, Lucian’s Dialogue of the Loftly traveler, who flew up to the Moon, and thence to Heaven; an Heroik business called, the Man in the Moone, if you’ll believe a Spaniard, who was carried thether, upon an Engine drawn by wild Geese…
En 1706, Thomas d’Urfey écrit un opéra-comique qui se présente comme la suite de The Man in the Moone. On y retrouve les personnages principaux du roman de Godwin et sa célèbre machine.

## Critiques
La paternité et la date de la première édition de The Man in the Moone n’ont jamais été contestées. Mais la date de composition du roman fait l’objet de nombreuses controverses. Dans un article intitulé The dates of Godwin’s Domingo Gonzales Grant Mc Colley propose de situer la genèse du roman entre 1627 et 1629. En effet, on peut admettre qu’il existe un certain nombre de références, dans The Man in the Moone, au Sylvia Sylvarum de Bacon, publié en 1627. La date de 1629 est retenue, elle, en raison de l’annonce faite par le narrateur de la publication prochaine du Nuncius Inanimatus. On peut donc suggérer que la rédaction de The Man in the Moone précède la publication du Nuncius Inanimatus en 1629. 
Dans une note annexée à Hans Pfaall, Edgar Allan Poe parle de The Man in the Moone en ces termes : « J’ai lu récemment un petit livre étrange et assez ingénieux dont la page titre porte : L’homme sur la Lune. […] En dépit des bévues que j’ai soulignées, le livre mérite de retenir l’attention parce qu’il nous offre en toute naïveté un spécimen des idées communément admises à l’époque en matière d’astronomie. […] On a écrit d’autres ‘voyages sur la Lune’, mais aucun dont le mérite l’emporte sur celui-ci. Le récit de Bergerac est entièrement dépourvu de sens. »
Dans le chapitre IV de Les Mondes imaginaires et les Mondes réels, Camille Flammarion analyse  The Man in the Moone : « Cette histoire, à la fois fort amusant et fort simple, est une œuvre posthume de l’évêque anglais François Godwin de Llandaff, publiée en 1638. Elle fut traduite, dix ans plus tard en français, par Jean Baudoin… »

## Œuvres
- Catalogue of the Bishops of England since the first planting of Christian religion in the Island. 1601 (Traduction latine en 1616: De Praesulibus Angliae)
- Version révisée du Catalogue of the Bishops of England since the first planting of Christian religion in the Island. 1615
- Rerum Anglicarum, Henrico VIII, Edwardo VI, et Maria regnantibus. 1616 (Traduction anglaise en 1630: Annals of the Reigns of Henry VIII, Edward VI and Mary)
- Nuncius Inanimatus. 1629
- The Man in the Moon : or A Discourse of a Voyage Thither by Domingo Gonsales, the Speedy Messenger. 1638.